# Erzsébet tér
Erzsébet tér est une vaste place située dans le quartier de Belváros, dans le 5e arrondissement de Budapest. À proximité de la station de métro et de la place du même nom Deák Ferenc tér, elle se présente sous la forme d'une vaste esplanade enherbée, agrémentée d'un miroir d'eau sous lequel une rampe d'accès étagée permet d'accéder à l'un des hauts lieux de la vie culturelle budapestoise : le Gödör klub.
Ancien parking puis gare routière internationale, la place se situe à proximité d'Andrássy út, du Kiskörút et de Váci utca. Dominée par les silhouettes de la place voisine (Maison Anker et le temple évangélique de Deák tér), on y aperçoit aussi le dôme de la Basilique Saint-Étienne de Pest.

## Gallery

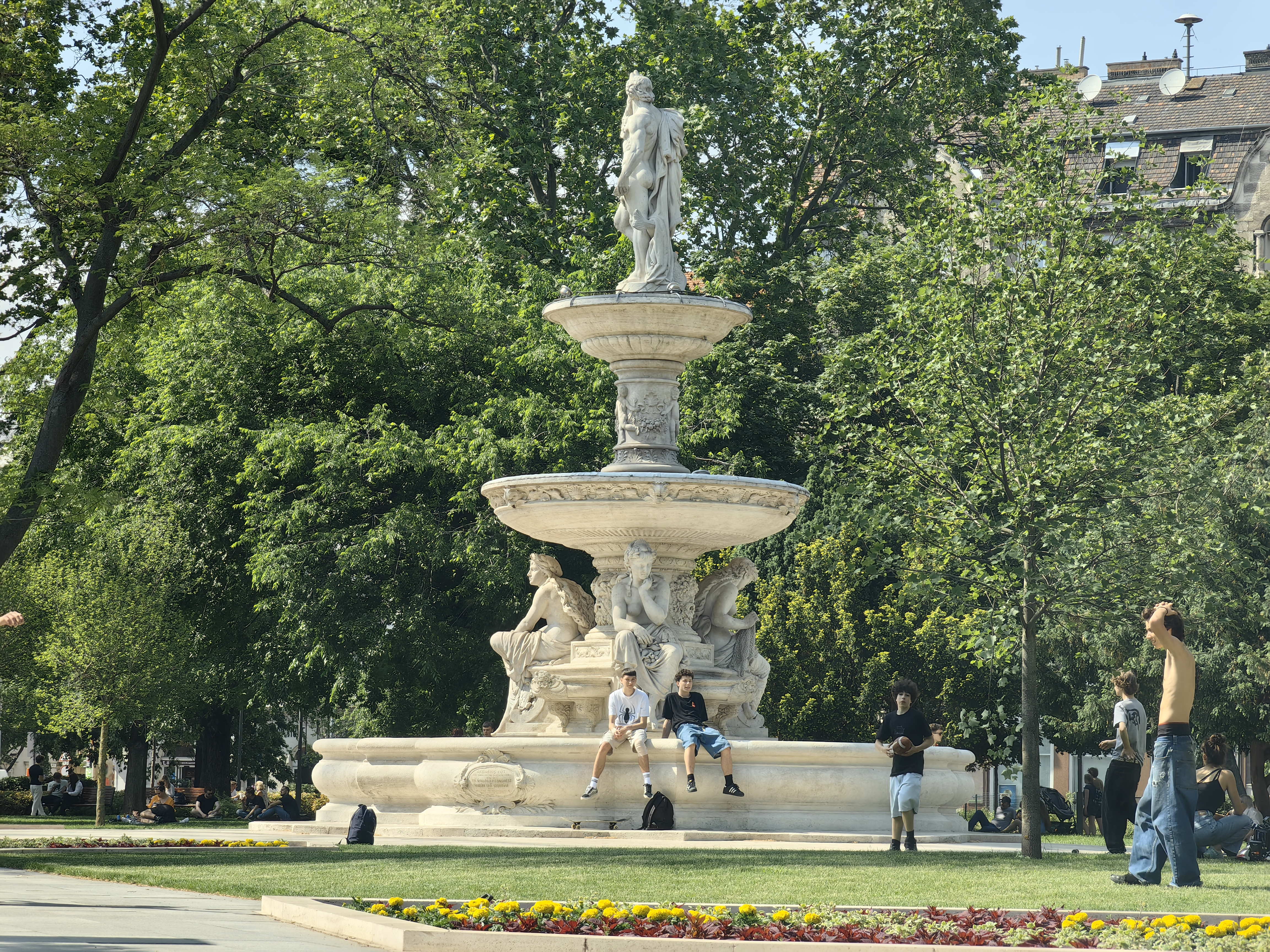
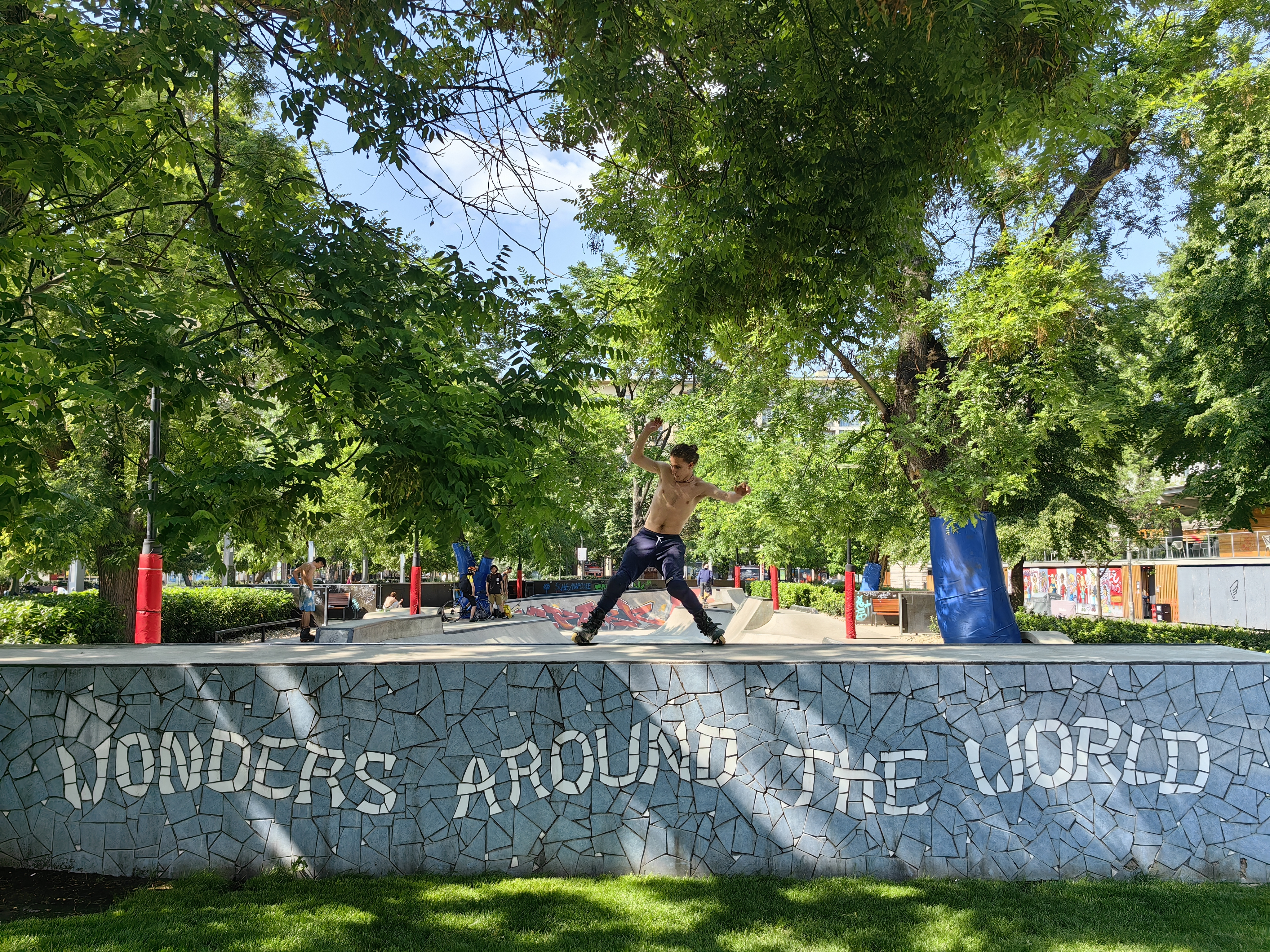
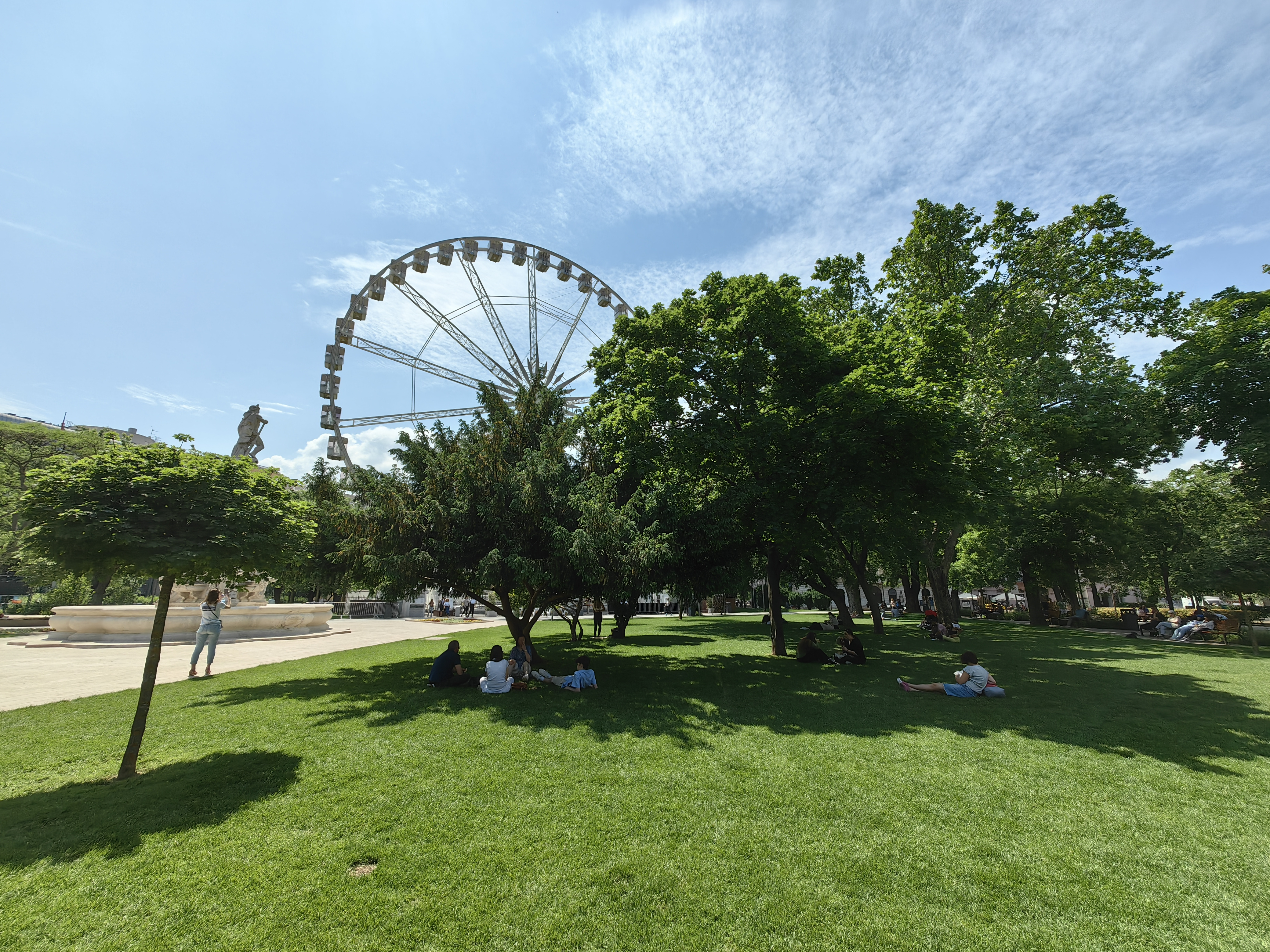
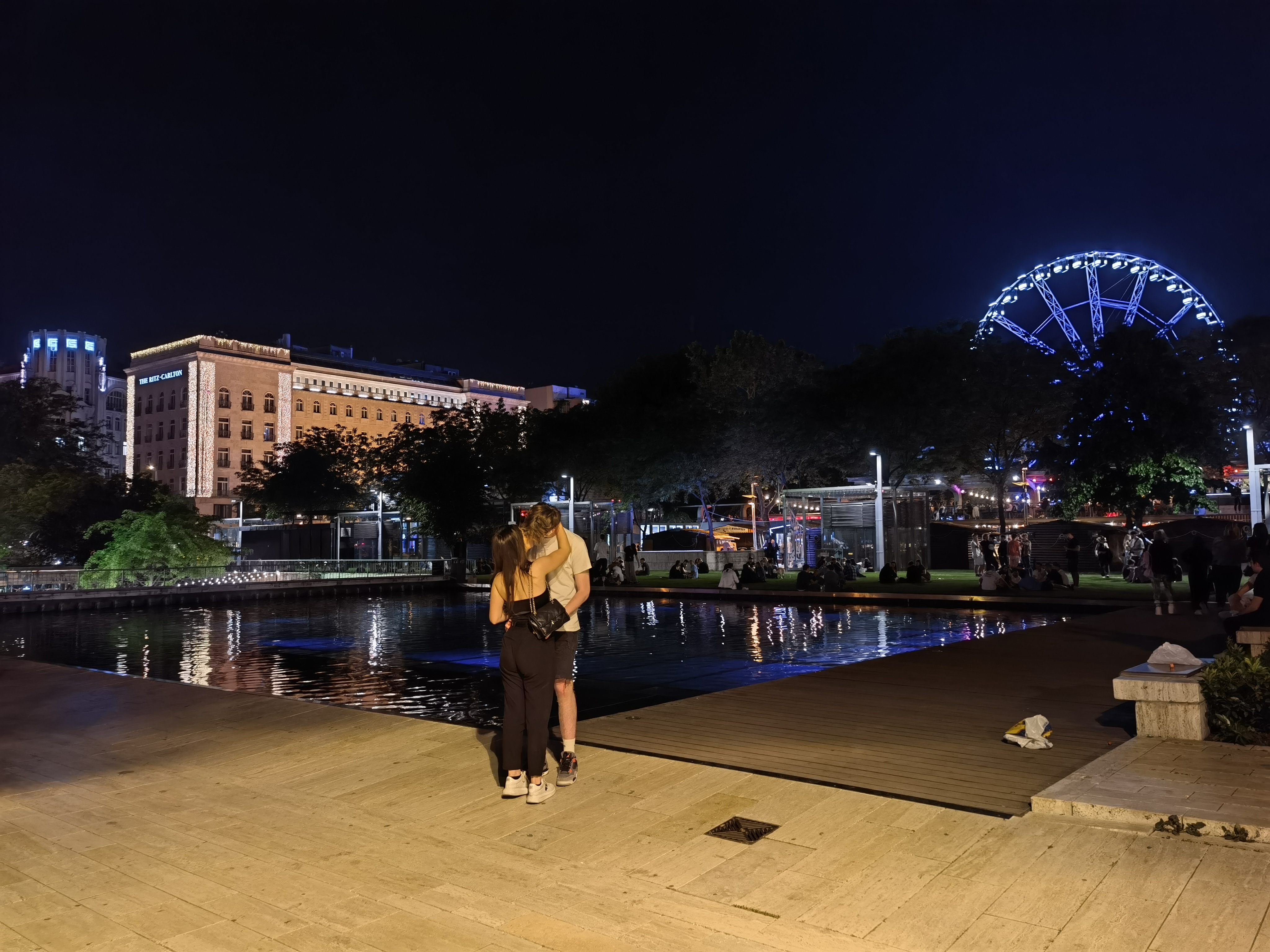
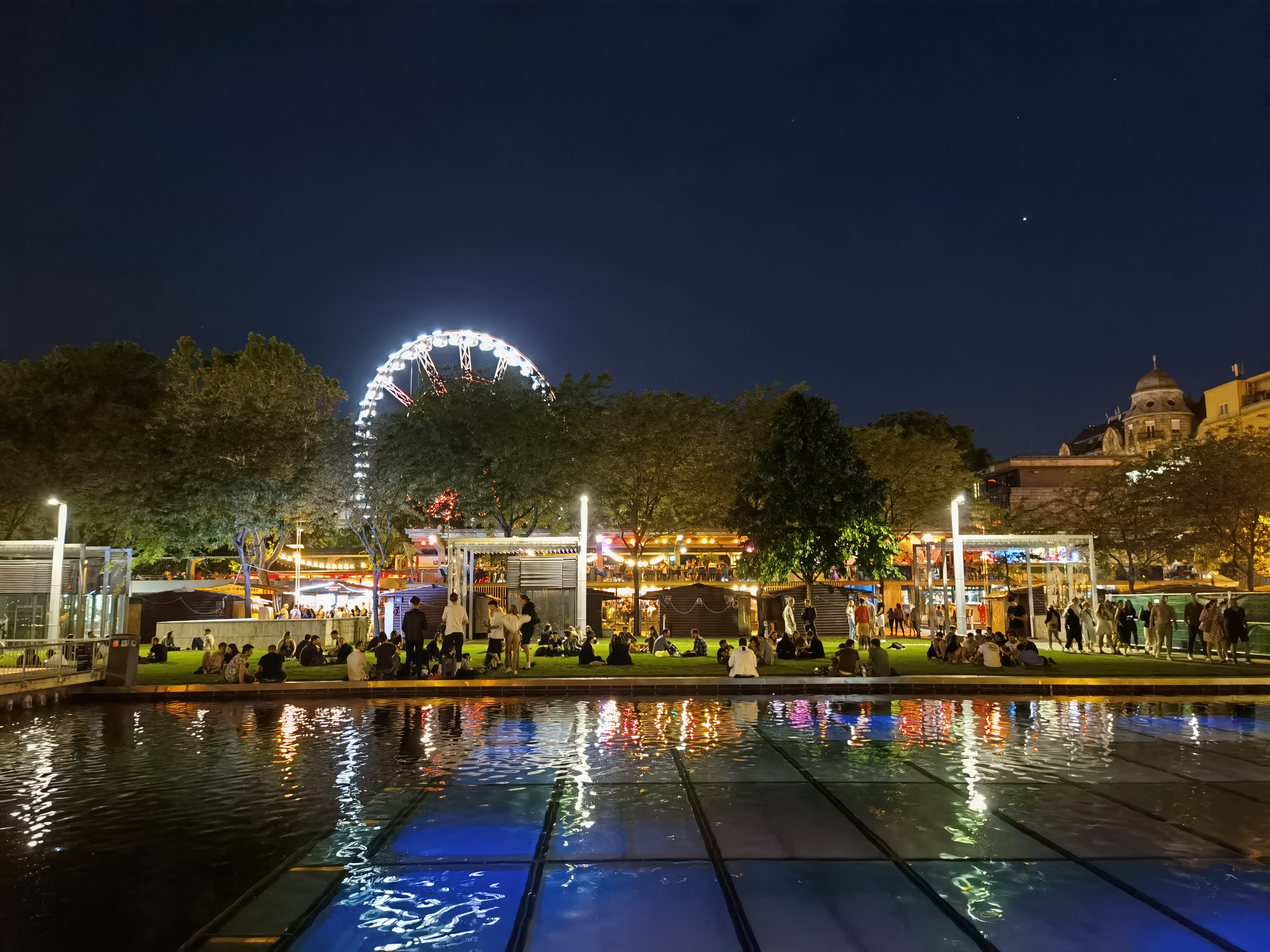
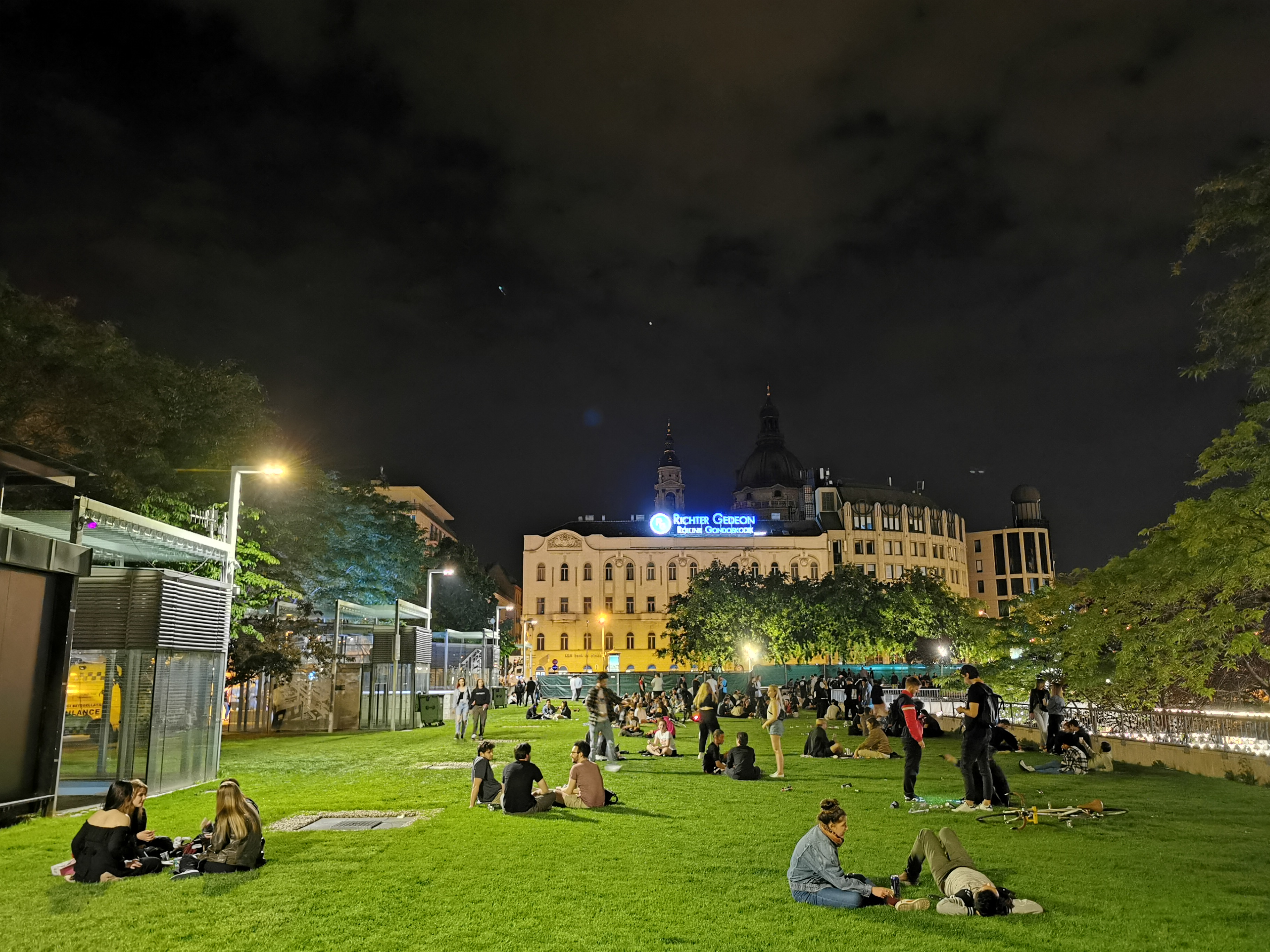